# Pesje
Pesje – wieś w Słowenii, w gminie Krško. W 2018 roku liczyła 90 mieszkańców.